# Neoempheria pervulgata
Neoempheria pervulgata är en tvåvingeart som beskrevs av Wu 1995. Neoempheria pervulgata ingår i släktet Neoempheria och familjen svampmyggor.
Artens utbredningsområde är Zhejiang (Kina). Inga underarter finns listade i Catalogue of Life.